# Saint-Amant-de-Boixe
Saint-Amant-de-Boixe település Franciaországban, Charente megyében. Lakosainak száma 1327 fő (2022. január 1.). Saint-Amant-de-Boixe Aussac-Vadalle, Maine-de-Boixe, Tourriers, Vervant, Villejoubert, Vouharte, Xambes és La Boixe községekkel határos.

## Népesség
A település népessége az elmúlt években az alábbi módon változott:
| Lakosok száma | 842  | 891  | 997  | 1280 | 1407 | 1416 | 1370 | 1333 | 1322 | 1327 |
|               | 1968 | 1982 | 1990 | 2006 | 2013 | 2015 | 2017 | 2019 | 2020 | 2022 |